# Victor Mees
Victor Mees (Schoten, 26 de gener de 1927 - Deurne, 11 de novembre de 2012) fou un futbolista belga de la dècada de 1950.
Pel que fa a clubs, defensà els colors del Royal Antwerp. Guanyà la bota d'or belga el 1956 i el 2002 fou escollit millor jugador del Royal Antwerp del segle xx. Fou 68 cops internacional amb la selecció belga de futbol, amb la qual disputà la Copa del Món de Futbol de 1954.